# Stolní tenis na Letních olympijských hrách 2024
Stolní tenis na Letních olympijských hrách 2024 v Paříži se konal od 27. července do 10. srpna 2024. 

## Medailisté
| Dvouhra muži    | Fan Čen-tung · Čína (CHN)                       | Truls Möregårdh · Švédsko (SWE)                                | Félix Lebrun · Francie (FRA)                         |  |  |  |
| Družstva muži   | Čína · Fan Čen-tung · Ma Lung · Wang Čchu-čchin | Švédsko · Truls Möregårdh · Kristian Karlsson · Anton Källberg | Francie · Simon Gauzy · Alexis Lebrun · Félix Lebrun |  |  |  |
|                 |                                                 |                                                                |                                                      |  |  |  |
| Dvouhra žen     | Čchen Meng · Čína (CHN)                         | Sun Jing-ša · Čína (CHN)                                       | Hina Hajatová · Japonsko (JPN)                       |  |  |  |
| Družstva žen    | Čína · Čchen Meng · Wang Man-jü · Sun Jing-ša   | Japonsko · Hina Hajatová · Miwa Harimotová · Miu Hiranová      | Jižní Korea · Sin Ju-pin · Čon Či-hi · I Un-hjo      |  |  |  |
|                 |                                                 |                                                                |                                                      |  |  |  |
| Smíšená čtyřhra | Čína · Wang Čchu-čchin · Sun Jing-ša            | Severní Korea · Ri Čong-sik · Kim Kum-jong                     | Jižní Korea · Lim Čong-hun · Sin Ju-pin              |  |  |  |

## Přehled medailí
| Pořadí | Země          | Zlato | Stříbro | Bronz | celkem |
| ------ | ------------- | ----- | ------- | ----- | ------ |
| 1.     | Čína          | 5     | 1       | 0     | 6      |
| 2.     | Švédsko       | 0     | 2       | 0     | 2      |
| 3.     | Japonsko      | 0     | 1       | 1     | 2      |
| 4.     | Severní Korea | 0     | 1       | 0     | 1      |
| 5.     | Francie       | 0     | 0       | 2     | 2      |
| 5.     | Jižní Korea   | 0     | 0       | 2     | 2      |
|        | celkem        | 5     | 5       | 5     | 15     |